# Formació reticular

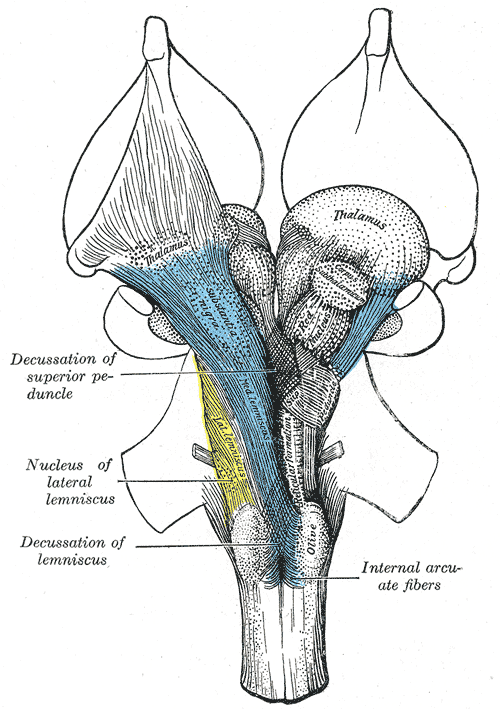
Formació reticular (en llatí, formatio reticularis) està situada al llarg del tronc de l'encèfal

La formació reticular és una estructura nerviosa en forma de feixos ascendents i descendents al llarg de tot el tronc de l'encèfal, des de la protuberància fins al diencèfal, que és essencial en el govern de les funcions vitals bàsiques de l'organisme i intervé a l'estat de consciència. Per això, una lesió a la formació reticular sovint comporta caure en estat de coma i pot comportar la mort. És una de les estructures nervioses més antigues del tronc cerebral i per la seva banda aquest ja és un dels centres més primitius del sistema nerviós central.
Està relacionada amb el sistema límbic, que gestiona les respostes fisiològiques front als estímuls emocionals. Fa d'interfície entre els sistemes autònom, locomotor i somatosensorial. El feix ascendent recull els senyals sensorials i de moviment i activa el còrtex cerebral, el tàlem i l'hipotàlem. En canvi, el descendent activa el cerebel i el sistema sensorial.
Quan augmenta l'activitat de la formació reticular la persona està més alerta mentre que quan disminueix produeix somnolència. Se sap que moltes malalties psicosomàtiques estan relacionades amb la formació reticular i que les persones amb una formació reticular molt activada tendeixen més a somatitzar, descarregant els pensaments i emocions sobre el cerebel i la medul·la espinal, tensant així els músculs antigravitatoris i provocant mal de coll, mal d'esquena, úlceres, etc. Està relacionada amb l'estrès.

## Estructura

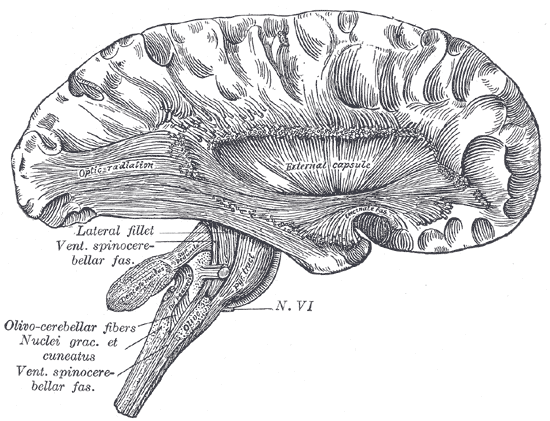
Tronc de l'encèfal i cervell

Encèfal (i medul·la espinal):
1. Cervell: 2. Telencèfal, 3. Diencèfal.
4. Tronc de l'encèfal: 5. Mesencèfal, 6. Protuberància anular, 7. Bulb raquidi.
8. Cerebel,
9: Medul·la espinal.
El contorn blau assenyala el sistema ventricular
La formació reticular és una estructura sense límits ben definits que ocupa espais lliures des del diencèfal (3), en vermell, a la protuberància (6), en color groc.

La formació reticular està formada per neurones de diferents mides i formes, distribuïdes en forma d'illots escampats a la substància blanca i connectats entre ells en més de cent petites xarxes neuronals, cadascuna amb les seves funcions. Aquestes xarxes en forma de xarxa de pescador estan organitzades formant tres grans bandes (mitjà, lateral i paramitjà) de teixit nerviós. No té uns límits anatòmics ben definits sinó que ocupa els espais lliures que queden entre les altres formacions específiques: peduncles cerebrals, protuberància anular i bulb raquidi. Possiblement la formació reticular representa una continuació de les interneurones de la medul·la espinal.
Algunes agrupacions cel·lulars de la formació reticular poden identificar-se pel neurotransmissor específic que utilitzen: serotonina, noradrenalina, dopamina i acetilcolina.
Les cèl·lules de la formació reticular es diferencien de la resta de les neurones en el fet que tenen grans arbres dendrítics orientats lateralment que reben informació de nombroses fonts i en el fet que es projecten cap a les zones superiors del sistema nerviós o cap a la medul·la espinal. La majoria tenen les dues projeccions, ascendent i descendent per la medul·la.

## Funcions
La formació reticular té nombroses funcions, incloent la regulació dels cicles circadians (algunes porcions de la formació s'impliquen als estats de vigília i altres porcions als de son), el control cardiovascular, la freqüència respiratòria i la maniobra d'amplitud de la respiració, el control somatosensorial, la modulació del dolor, el reflex del vòmit, l'habituació, regular la concentració i grau de vigilància de l'escorça cerebral, actuar sobre el nivell de consciència de la conducta, regular el to muscular, inhibir moviments, actes motors que impliquen motivació i recompensa, control de reflexos motors i d'activitats motrius automatitzades com per exemple el caminar, control de la postura, control de les funcions endocrines, modulació de la informació sensitiva, etc. Està relacionada amb la intraversió i l'extraversió. Possiblement també intervé a les funcions cognitives.
L'activitat de la formació reticular no es controla conscientment. En canvi, aquesta regula i manté l'atenció de l'escorça cerebral, amb la qual s'organitzen i executen les activitats intencionals, conscients i dirigides a un objectiu. També depèn de la formació reticular el sistema de processament de la informació, ja que els estímuls rebuts pels sentits són rebuts per ella abans de passar-los a l'encèfal on seran analitzats i memoritzats. El sistema d'organització de l'activitat conscient, incloent la formació d'intencions, la formació de plans, la seva posada en marxa i la seva regulació, depèn igualment de la formació reticular.